# Aeroportul Natchez-Adams County
Aeroportul Natchez-Adams County (IATA: HEZ, ICAO: KHEZ, FAA LID: HEZ) este un aeroport din Mississippi, Statele Unite ale Americii ce deservește zona Natchez. A fost numit după zona deservită.
Situat la o altitudine de 83 m, aeroportul dispune de 2 piste.

## Infrastructură

### Piste
Aeroportul dispune de 2 piste. Pista 13/31 are suprafața de asfalt și dimensiunile 6.500 picioare × 150 picioare. Pista 18/36 are suprafața de asfalt și dimensiunile 5.000 picioare × 150 picioare. 